# Super Bowl XIII
Match précédent Match suivant
Le Super Bowl XIII est l'ultime partie de la saison NFL 1978 de football américain (NFL). Le match a eu lieu le 21 janvier 1979 au Miami Orange Bowl de Miami, Floride.
Les Pittsburgh Steelers ont remporté le troisième trophée Vince Lombardi de leur histoire en s'imposant 35-31 face aux Dallas Cowboys. Ce match était une redite du Super Bowl X, qui avait déjà vu les Steelers s'imposer.
Le quarterback des Steelers, Terry Bradshaw, a été nommé meilleur joueur du match après avoir complété 17 passes sur 30 pour 318 yards et 4 touchdowns, malgré une interception.

## Déroulement du match
| Score               | Q1 | Q2 | Q3 | Q4 | Total |
| Pittsburgh Steelers | 7  | 14 | 0  | 14 | 35    |
| Dallas Cowboys      | 7  | 7  | 3  | 14 | 31    |